# Cañón de montaña

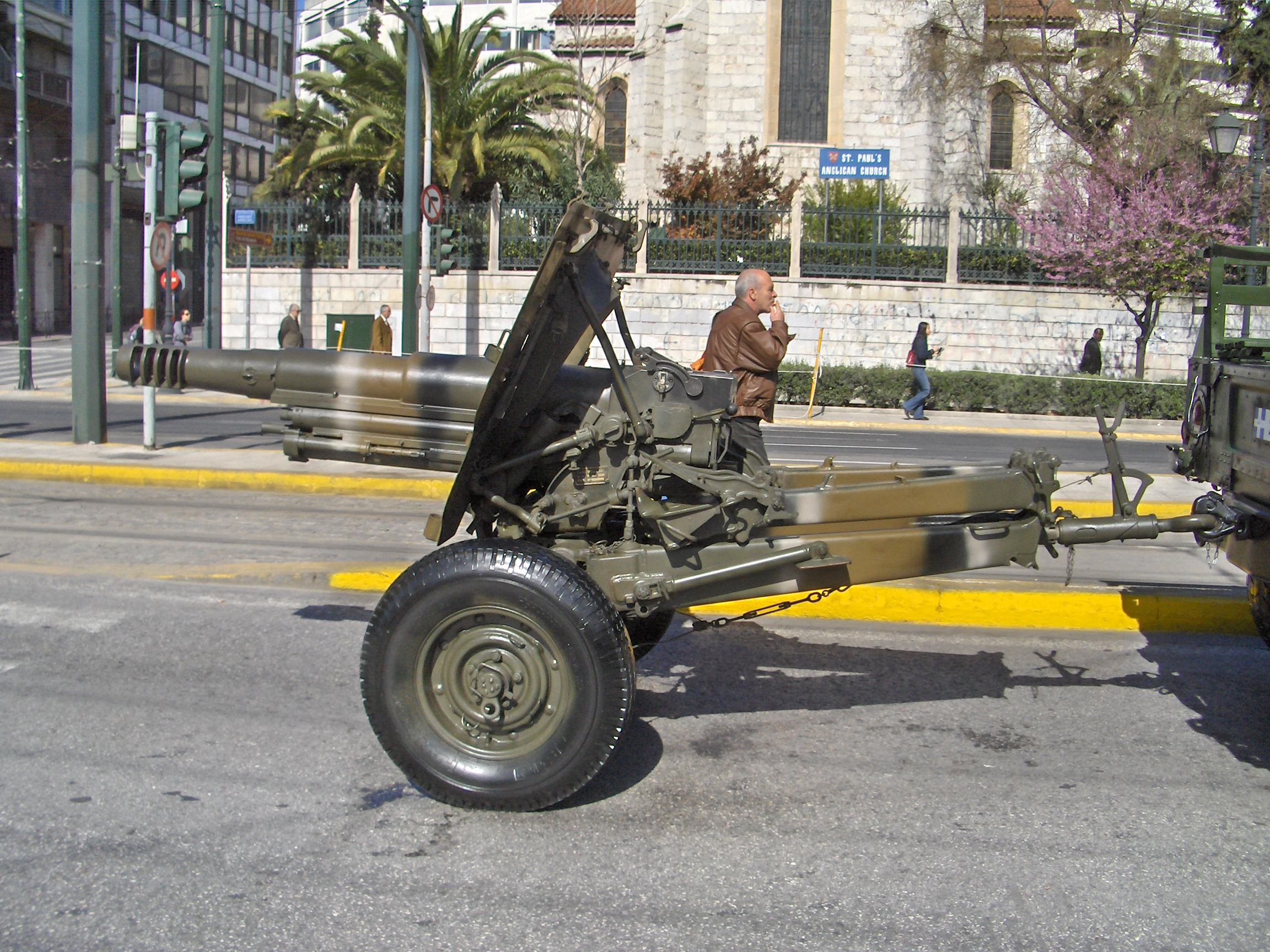
Un OTO Melara Mod 56 siendo remolcado.

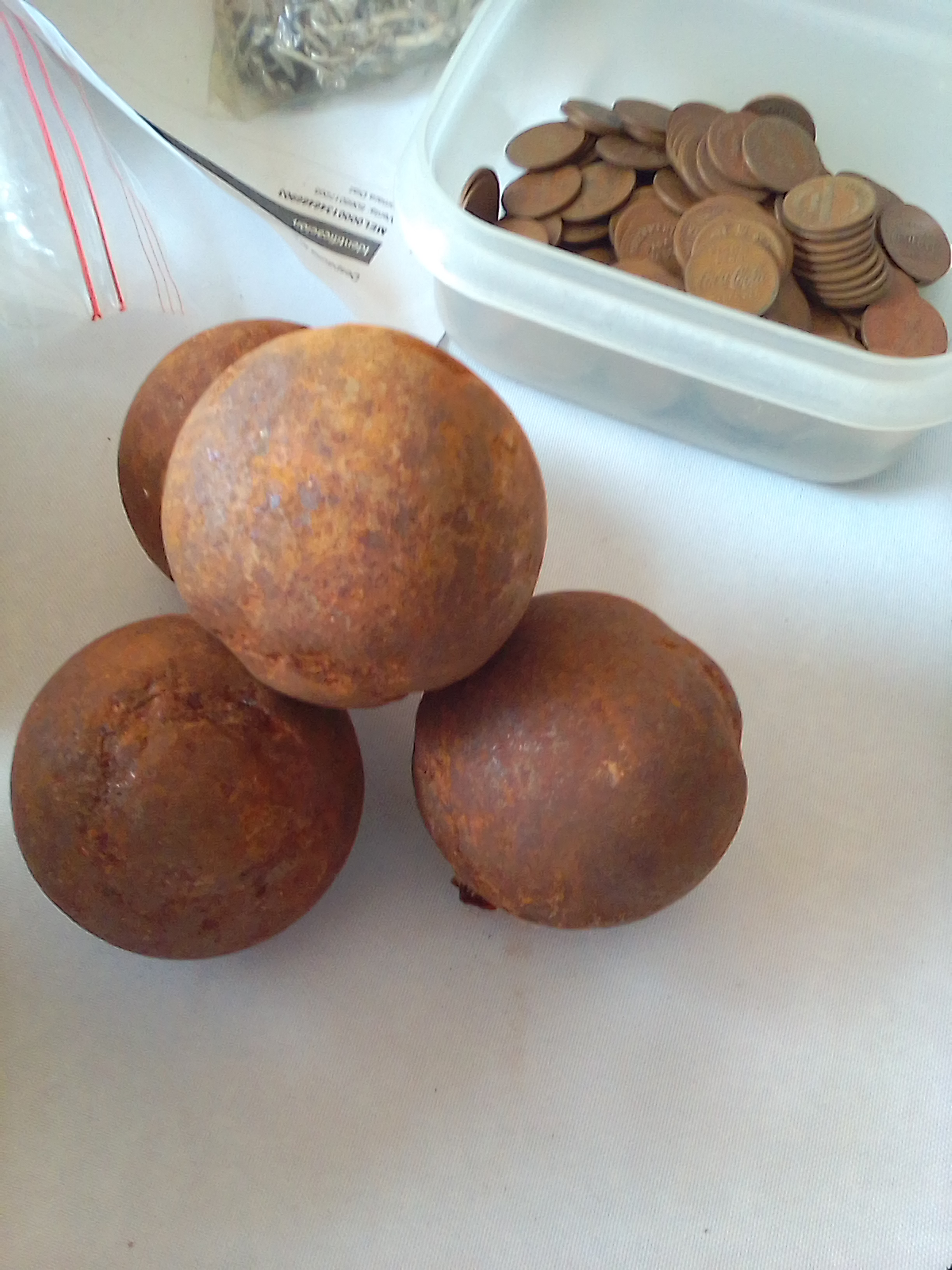
Antiguas balas de cañón de montaña.

Los cañones de montaña son piezas de artillería diseñadas para su uso en la guerra de montaña y en áreas donde no es posible el transporte con ruedas habitual. Son similares a las piezas de apoyo de infantería y, en general, se pueden dividir en cargas más pequeñas (para el transporte por caballo, humano, mula, tractor de artillería y / o camión militar).
Debido a su capacidad de desarmarse en "paquetes" más pequeños, a veces se les llama piezas de carga o obuses de carga. Durante la Guerra de Secesión, estos pequeñas cañones portátiles se usaron ampliamente y fueron llamadas "obuses de montaña".
Los ingenieros del ejército griego, P. Lykoudis y Panagiotis Danglis (cuyos nombres lleva el cañón Schneider-Danglis), crearon los primeros diseños de piezas de montaña modernas con control de retroceso y capaces de ser fácilmente desarmadas y reensambladas en unidades altamente eficientes. la década de 1890.
Los cañones de montaña están en gran parte desactualizados, y su función está siendo llenada por morteros, lanzacohetes múltiples, cañones sin retroceso y misiles guiados por cable. La mayoría de la artillería moderna se fabrica con materiales ligeros y se puede transportar completamente montada en helicópteros.